# Bryoerythrophyllum caledonicum
Bryoerythrophyllum caledonicum (лат.) — вид мхов из рода Bryoerythrophyllum порядка Поттиевые (Pottiales) класса Листостебельные мхи (Bryopsida). Эндемик Шотландии.
Был признан отдельным видом в 1982 году, упоминался с 1891 года под другими именами. Наибольшая популяция произрастает в Бредалбейне. Также встречается на островах Скай и Рам. Имеет весьма ограниченную среду обитания, растёт только на влажных горных сланцах или базальтовых уступах. Был временно классифицирован как вид с низким риском исчезновения и защищается «Законом о дикой природе и сельской местности» 1891 года.